# Romà Escalas i Llimona
Romà Escalas i Llimona (Barcelona, 1945) és un flautista i musicòleg català.
Provinent d'una família culta (el seu avi era Fèlix Escalas i Chamení, la seva besàvia Matilde va ser compositora, i la germana d'aquesta, Victòria, cantant) inicià els seus estudis musicals a la seva ciutat natal. Estudià musicologia i organologia amb Higini Anglès i Pàmies, Josep Maria Lamaña i Coll i Josep Maria Llorens i Cisteró. Es perfeccionà com a intèrpret amb Kees Otten, Frans Brüggen i Gustav Leonhardt al Conservatori d'Amsterdam. Amplià coneixements al Conservatori de Colònia, a la Universitat de Colúmbia i als seminaris impartits per Moeck Musikinstrumente + Verlag, a Cell (Alemanya). Aquest procés formatiu el dugué a especialitzar-se en l'estudi, recerca i la interpretació de la música antiga amb criteris històrics. La seva activitat com a solista l'ha portat a participar en concerts arreu d'Europa i als Estats Units d'Amèrica.
Fundador dels grups de cambra "Pràctica de Música" i "Al·legoria" i director durant vuit anys d'"Ars Musicae" de Barcelona, ha col·laborat amb les formacions Hespèrion XX i la Capella Reial de Catalunya, dirigides per Jordi Savall i Bernadet. Va ser professor del Conservatori Superior de Música de Barcelona i introductor a l'Estat espanyol de l'ensenyament de la flauta de bec.
Ha estat director del Museu de la Música de Barcelona del 1981 fins al 2011. A més, imparteix classes en els cursos d'organologia que organitza el museu dins el marc d'un conveni amb la Universitat Autònoma de Barcelona. Entre el 1991 i el 2005 presidí la Societat Catalana de Musicologia, i ha estat secretari general de l'Institut d'Estudis Catalans (IEC).